# Mix FM Guaratinguetá
Mix FM Guaratinguetá é uma emissora de rádio brasileira concessionada em Piquete porém sediada em Guaratinguetá, ambas cidades do estado de São Paulo. Opera no dial FM na frequência 106,7 MHz, sendo afiliada à Mix FM.

## História
A emissora já foi uma afiliada da Mix FM entre 2005 até 2012, sendo uma das primeiras afiliadas da Mix FM, a primeira passagem encerrou em junho de 2012 quando a Rede Aleluia assumiu a frequência.
Em abril de 2016, os proprietários encerraram a parceria com a Rede Aleluia e passou a chamar Cidade FM, voltando ao formato Jovem/Pop.
Em maio de 2020, foi confirmada a volta da Mix FM na frequência, reforçando o de sinal da Mix FM no Vale do Paraíba, já que a região possui a Mix FM Vale do Paraíba. A reestreia aconteceu no dia 15 de junho.

## Dados técnicos e cobertura
Dados técnicos
Seu sistema irradiante está em um ponto estratégico, pois está localizado na Serra da Mantiqueira em Piquete numa Altitude de 1468,8 m, bem acima da Altitude média do Vale do Paraíba que é de 600 m, o que proporciona um amplo Alcance mesmo operando com baixa Potência, a torre possuí 11 m totalizando 1479,8 m para o sistema irradiante que conta com 2 elementos (antenas), com Potência de operação de 0,28 kW exigido pela Anatel, e  com Potência total irradiada de 0.2383  kW (ERP).
Cobertura

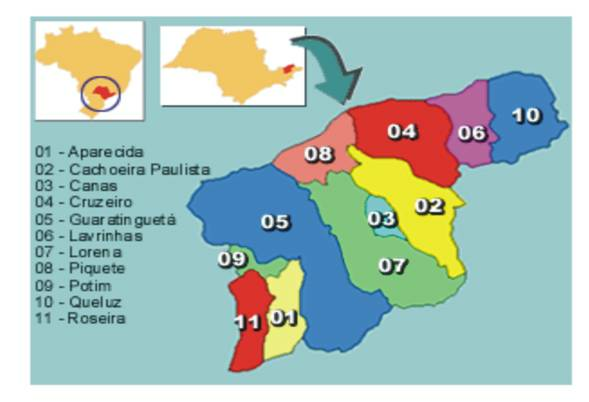
Mapa de Cobertura com sinal Local da Mix FM Guaratinguetá, 106.7 MHz.

Mesmo operando com baixa Potência, mas por ter o seu Sistema Irradiante em um lugar de elevada Altitude, possuí uma Cobertura regional abrangendo mais de 15 municípios e detendo Sinal Local em 11 municípios, como Aparecida, Cachoeira Paulista, Canas, Cruzeiro, Guaratinguetá, Lavrinhas, Lorena, Piquete, Potim, Queluz e Roseira. 